# Rötlicher Gallerttrichter
Der Rötliche oder Fleischrote Gallerttrichter (Tremiscus helvelloides, Syn. Guepinia helvelloides und Phlogiotis helvelloides) ist eine Pilzart mit unklarer Familienzugehörigkeit (Incertae sedis) innerhalb der Ordnung der Ohrlappenpilzartigen (Auriculariales).

## Merkmale

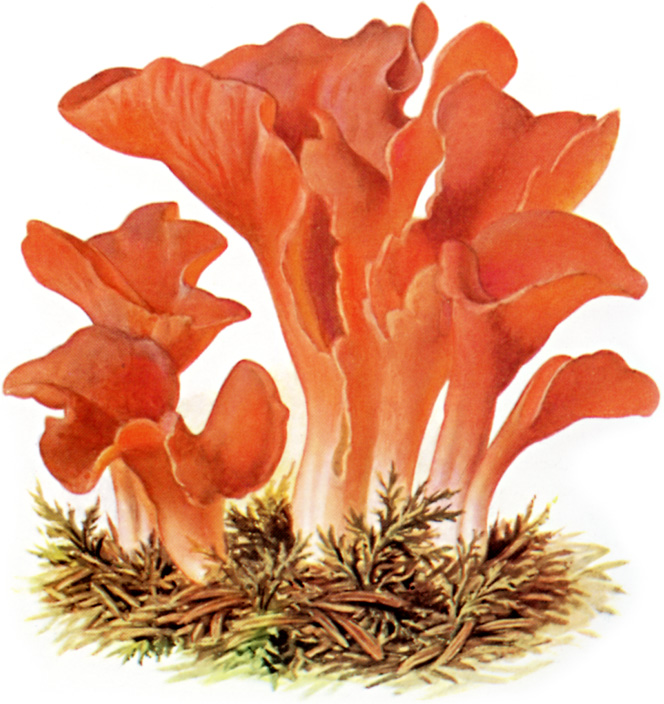
Illustration von Albin Schmalfuß (1897)

### Makroskopische Merkmale
Der Fruchtkörper des Rötlichen Gallerttrichters sieht aus wie ein einseitig eingeschnittener oder halbierter Trichter. Er wird etwa 2–15 Zentimeter hoch. Der Hutrand ist lappig gewellt, scharfkantig und nach unten eingebogen; die Oberfläche ist glatt und kahl. Junge Exemplare sind leuchtend orangerot, mit dem Alter werden sie matt rötlich. Auf der Außenseite überzieht das Hymenium die Fruchtkörper, sichtbar als violettlicher Hauch. Das Fleisch ist von ähnlicher rötlicher Farbe wie die Außenseite und hat eine weiche, gallertartige Konsistenz. Es hat keinen nennenswerten Geruch und Geschmack. Die Basidien sind durch Längswände geteilt. Das Sporenpulver ist weißlich und inamyloid.

### Mikroskopische Merkmale
Die Sporen sind oft leicht gebogen und haben eine elliptische Form. Sie messen 8–12 × 4–8 Mikrometer und haben eine glatte Oberfläche.

## Artabgrenzung
Eine Verwechslung mit anderen Pilzen ist kaum möglich. Andere Zitterpilze wie der Zitterzahn haben weniger verbogene Fruchtkörper und unterscheiden sich noch durch andere Merkmale.

## Ökologie
Der Rötliche Gallertrichter ist ein saprobiontischer, holzzersetzender Bodenbewohner, der vor allem kalk- und basenreiche Böden auf sickerfrischen bis feuchten Standorten über Kalk, Kalksand, Kalkmergel, Basalt und anderen basenreichen Gesteinen und entsprechenden Rohböden bewohnt. Nach Kalkdüngung oder am Rande mit Kalkgestein geschotterter Wege und in sehr regenreichen Gegenden kann er auch auf eigentlich saurem Untergrund vorkommen. Der Rötliche Gallertrichter wächst meist in der Nähe von Stümpfen oder mit Erde bedeckten Wurzeln, manchmal (auf sehr stark kalkhaltigem Untergrund) auch auf oberirdisch liegendem Holz von Nadel- und Laubhölzern. An besonders regenreichen, höheren, bodenvegetationsarmen Hanglagen kann er, vermutlich aufgrund des geringen Konkurrenzdruckes, auch auf basenarmem Rohböden vorkommen. Die Art fruktifiziert vor allem in Gegenden mit reichlich Sommerregen, von Juli bis Oktober, wo sie in Nadel- und Nadelmischwäldern, in Koniferenpflanzungen, seltener in reinen Laubwäldern wächst.

## Verbreitung
Der Rötliche Gallerttrichter kommt in der Holarktis vor, er wird in den USA, Kanada, Ostsibirien und Japan gefunden. Er ist vor allem in hohen Lagen bis ins Gebirge häufig, zum Flachland hin ist er selten bis fehlend. Sein europäisches Hauptverbreitungsgebiet reicht von den südeuropäischen Gebirgszügen (Katalonien, Korsika, Norditalien, Serbien, Griechenland, Rumänien) bis etwa zum 51. Breitengrad (Sachsen, Thüringen, Südpolen), nördlich davon gibt es nur wenige Streufunde bis Großbritannien, Norwegen, Gotland und ins Baltikum.
Für Baden-Württemberg gab Krieglsteiner starke Rückgangstendenzen der Art aufgrund von Entwässerungsmaßnahmen und Eutrophierung der Wälder an.

## Bedeutung
Der Rötliche Gallerttrichter ist auch roh essbar, wenngleich sein Ansehen als Speisepilz schlecht ist. Er hat keinen besonderen Geschmack, kann aber gut als Füllpilz verwendet werden. An manchen Orten wird er auf dem Markt verkauft.